# Niels Schlotterbeck
Niels Schlotterbeck (* 12. März 1967 in Stuttgart) ist ein ehemaliger deutscher Fußballspieler.

## Sportlicher Werdegang
Niels Schlotterbeck stammt aus den Jugendabteilungen der Stuttgarter Kickers und des VfB Stuttgart. 1985 schaffte der Mittelfeldspieler den Sprung in den Profikader der Kickers in der 2. Bundesliga und etablierte sich als Stammspieler. 1987 stand er mit den Kickers im DFB-Pokalfinale gegen den Hamburger SV und verursachte durch Eigentor in der Schlussminute den Endstand von 1:3. Nach drei Jahren stieg Schlotterbeck 1988 mit den Schwaben in die Bundesliga auf.
Über die Zwischenstation Offenburger FV heuerte er 1990 beim Zweitligisten SC Freiburg an, für den er in 33 Einsätzen 16 Tore erzielte. In der Folgezeit konnte sich Schlotterbeck beim MSV Duisburg und Hansa Rostock nicht durchsetzen, weshalb er 1992 zum Bayernligisten TSV 1860 München wechselte. Mit 1860 schaffte er den Durchmarsch bis in die Bundesliga, kam dort aber unter Trainer Werner Lorant nicht mehr zum Einsatz. Nach mehreren Vereinswechseln, unter anderem zum SV Waldhof Mannheim und Hannover 96, arbeitete er als Spielertrainer beim FV Dudenhofen und in der Saison 2008/09 beim 1. FC Donzdorf.
Schlotterbeck leitet inzwischen eine Fußballschule, welche seinen Namen trägt.

## Privates
Niels Schlotterbeck ist der Onkel von Keven und Nico Schlotterbeck.

## Statistik
- Bundesliga: 36 Spiele / 2 Tore
- 2. Bundesliga: 171 Spiele / 28 Tore